# Ma Yexin
Ma Yexin ((马烨欣T, Mǎ YèxīnP); Foshan, 10 giugno 1999) è una tennista cinese.

## Vita personale
Ma Yexin è nata a Foshan, in Cina il 10 giugno 1999. Per un periodo dai quattro ai dodici anni, è stata allenata da suo padre, Ma Dean (马德安). Quando Ma Yexin si è diplomata nelle scuole elementari nel 2011, Ma Dean si è spostato con lei a Pechino per seguire gli insegnamenti di Carlos Rodríguez. Dopo un anno e mezzo, Ma Yexin cambia allenatore e sceglie Ma Wei, ex allenatore di Peng Shuai, e contemporaneamente si allenava alla Xinghewan Professional Tennis Club.

## Carriera
Ma Yexin ha vinto 6 titoli in singolare e 12 titoli in doppio nel circuito ITF in carriera. In singolare ha raggiunto la 177ª posizione mondiale il 6 maggio 2024, mentre in doppio la 187ª posizione mondiale il 3 aprile 2023.
Ha fatto il suo debutto nel circuito maggiore al WTA 250 del Jiangxi Open 2023, dove è riuscita a superare le qualificazioni sconfiggendo la slovacca Tereza Mihalíková dopo un bye all'esordio. Nel suo primo tabellone principale, viene eliminata dalla colombiana Camila Osorio vincendo appena un game. In doppio compie il suo debutto, grazie ad una wildcard in coppia con la connazionale Wei Sijia, ma in egual modo viene eliminata al primo incontro dalle thailandesi Luksika Kumkhum e Peangtarn Plipuech.
Nel 2024, Yexin si toglie le prime soddisfazioni. Prende parte a tutti i turni di qualificazione dei Grand Slam, dove ottiene come migliori risultati il secondo turno a Melbourne (sconfitta dalla giovane russa Alina Korneeva) e a New York (eliminata dalla romena Elena-Gabriela Ruse). Fa la sua prima partecipazione in un WTA 1000 al China Open con una wildcard, dove viene sconfitta in rimonta dalla ex top 30 Irina-Camelia Begu. A Ningbo invece fa il suo primo passo importante; dopo essere stata ripescata come lucky loser in seguito al ritiro di Ekaterina Aleksandrova, sfutta al meglio la seconda chance ed elimina al primo turno la connazionale You Xiaodi, conquistando la prima vittoria in un torneo maggiore e di categoria WTA 500. Nel secondo turno, soccombe alla quarte testa di serie e due volte campionessa Slam Barbora Krejčíková, dopo averla spinta al tie-break del primo set.

## Statistiche ITF

### Singolare

#### Vittorie (6)
| Torneo $100.000 (0) |
| Torneo $80.000 (0)  |
| Torneo $60.000 (0)  |
| Torneo $40.000 (1)  |
| Torneo $25.000 (1)  |
| Torneo $15.000 (4)  |

| N. | Data              | Torneo                                              | Superficie  | Avversaria in finale | Punteggio           |
| 1. | 15 ottobre 2017   | Astoria Womens Futures, Colombo                     | Terra rossa | Prema Bhambri        | 6-1, 6-2            |
| 2. | 12 settembre 2021 | Magic Hotel Tours, Monastir                         | Cemento     | Alëna Falej          | 6-4, 6-4            |
| 3. | 7 novembre 2021   | Magic Hotel Tours, Monastir                         | Cemento     | Julia Middendorf     | 6-4, 6-2            |
| 4. | 1º maggio 2022    | ITF Women's Asia/Oceania, Chiang Rai                | Cemento     | Haruna Arakawa       | 6-4, 6-1            |
| 5. | 1º ottobre 2023   | Notowakura International Women's Open Tennis, Nanao | Sintetico   | Yang Ya-yi           | 7-6(6), 6(0)-7, 6-0 |
| 6. | 13 aprile 2025    | Fujiyakuhin SEIMS Women's Cup, Osaka                | Cemento     | Liang En-shuo        | 6-4, 4-6, 6-4       |

#### Sconfitte (3)
| Torneo $100.000 (0) |
| Torneo $80.000 (0)  |
| Torneo $60.000 (1)  |
| Torneo $40.000 (0)  |
| Torneo $25.000 (2)  |
| Torneo $15.000 (0)  |

| N. | Data           | Torneo                                          | Superficie | Avversaria in finale | Punteggio     |
| 1. | 21 maggio 2023 | Kurume U.S.E Cup, Kurume                        | Sintetico  | Emina Bektas         | 5-7, 7-5, 1-6 |
| 2. | 3 marzo 2024   | Latrobe City Traralgon International, Traralgon | Cemento    | Lanlana Tararudee    | 4-6, 5-7      |
| 3. | 25 maggio 2025 | ITF Andong International Women's Tennis, Andong | Cemento    | Janice Tjen          | 4-6, 2-6      |

### Doppio

#### Vittorie (12)
| Torneo $100.000 (0) |
| Torneo $80.000 (0)  |
| Torneo $60.000 (0)  |
| Torneo $40.000 (2)  |
| Torneo $25.000 (3)  |
| Torneo $15.000 (7)  |

| N.  | Data              | Torneo                                           | Superficie  | Compagna             | Avversarie in finale                  | Punteggio        |
| 1.  | 10 ottobre 2017   | Astoria Womens Futures, Colombo                  | Terra rossa | Isabelle Boulais     | Joséphine Boualem Andrea Ka           | 6–3, 2–6, [10–5] |
| 2.  | 14 settembre 2019 | Hotspring Peninsula, Anning                      | Terra rossa | Jibek Kulambaeva     | Liu Siqi Sheng Yuqi                   | 6-4, 6-3         |
| 3.  | 4 gennaio 2020    | Sahinler Cup Series, Adalia                      | Terra rossa | Jibek Kulambaeva     | Ksenija Laskutova Anna Ureke          | 6-4, 6-2         |
| 4.  | 18 gennaio 2020   | Sahinler Cup Series, Adalia                      | Terra rossa | Jibek Kulambaeva     | Ayaka Okuno Julyette Steur            | 6–4, 1–6, [10–4] |
| 5.  | 4 settembre 2021  | Magic Hotel Tours, Monastir                      | Cemento     | Moyuka Uchijima      | Ingrid Gamarra Martins Jazmín Ortenzi | 6-2, 2-6, [10-6] |
| 6.  | 25 settembre 2021 | Magic Hotel Tours, Monastir                      | Cemento     | Ekaterina Rejngol'd  | Yasmine Mansouri Himari Sato          | 6-2, 6-2         |
| 7.  | 9 ottobre 2021    | Magic Hotel Tours, Monastir                      | Cemento     | Ni Ma Zhuoma         | Petra Marčinko Sebastianna Scilipoti  | 3-6, 6-4, [10-7] |
| 8.  | 14 maggio 2022    | Sarasota Women's, Sarasota                       | Terra verde | Akvilė Paražinskaitė | Hsieh Yu-chieh Hsu Chieh-yu           | 6-2, 7-5         |
| 9.  | 22 ottobre 2022   | Santa Marina Cup, Sozopol                        | Cemento     | Yang Ya-yi           | Cristina Dinu Lu Jiajing              | 6-3, 6-1         |
| 10. | 7 gennaio 2023    | ITF Women's Circuit presented by SAT, Nonthaburi | Cemento     | Liang En-shuo        | Kateryna Volodko Hiroko Kuwata        | 6-0, 6-3         |
| 11. | 14 gennaio 2023   | ITF Women's Circuit presented by SAT, Nonthaburi | Cemento     | Liang En-shuo        | Lee Pei-chi Jessy Rompies             | 6-3, 2-6, [10-6] |
| 12. | 25 marzo 2023     | Pelti International Tennis Championship, Jakarta | Cemento     | Moyuka Uchijima      | Luksika Kumkhum Peangtarn Plipuech    | 6-0, 6-2         |

#### Sconfitte (9)
| Torneo $100.000 (0) |
| Torneo $80.000 (0)  |
| Torneo $60.000 (3)  |
| Torneo $40.000 (1)  |
| Torneo $25.000 (1)  |
| Torneo $15.000 (4)  |

| N. | Data             | Torneo                                                | Superficie      | Compagna         | Avversarie in finale                 | Punteggio        |
| 1. | 2 marzo 2019     | GanJiang New Area ITF World Tennis Tour, Nanchang     | Terra rossa (i) | Mei Yamaguchi    | Guo Hanyu Zheng Wushuang             | 0-6, 1-6         |
| 2. | 2 ottobre 2021   | Magic Hotel Tours, Monastir                           | Cemento         | Honoka Kobayashi | Yasmine Mansouri Ekaterina Rejngol'd | 1-6, 3-6         |
| 3. | 9 ottobre 2021   | Magic Hotel Tours, Monastir                           | Cemento         | Ni Ma Zhuoma     | Mana Ayukawa Rebeka Stolmár          | 3-6, 4-6         |
| 4. | 9 aprile 2022    | ITF Women's Asia/Oceania, Chiang Rai                  | Cemento         | Xun Fangying     | Kyōka Okamura Peangtarn Plipuech     | 6-4, 3-6, [5-10] |
| 5. | 23 aprile 2022   | ITF Women's Asia/Oceania, Chiang Rai                  | Cemento         | Xun Fangying     | Catherine Aulia Talia Gibson         | 3-6, 6(5)-7      |
| 6. | 13 maggio 2023   | Fukuoka International Women's Tennis, Fukuoka         | Sintetico       | Alana Parnaby    | Emina Bektas Lina Glushko            | 5-7, 3-6         |
| 7. | 10 febbraio 2024 | Burnie International, Burnie                          | Cemento         | Alana Parnaby    | Tang Qianhui You Xiaodi              | 4–6, 5-7         |
| 8. | 17 maggio 2025   | Kurume U.S.E Cup International Women's Tennis, Kurume | Sintetico       | Wang Meiling     | Momoko Kobori Ayano Shimizu          | 1-6, 7-5, [5-10] |
| 9. | 7 giugno 2025    | Palmetto Pro Open, Sumter                             | Cemento         | Liang En-shuo    | Tara Moore Abigail Rencheli          | 5-7, 2-6         |